# Pokémon: Giratina and the Sky Warrior
Pocket Monsters Diamond and Pearl Giratina to Sora no Hanataba: Shaymin (劇場版ポケットモンスター ダイヤモンド&パール ギラティナと氷空（そら）の花束 シェイミ Gekijōban Poketto Monsutā Daiyamondo to Pāru Giratina to Sora no Hanataba: Sheiimi?, Pocket Monsters Diamante y Perla la película: Giratina y el Ramo del Cielo: Shaymin), conocida en Estados Unidos como Giratina and The Sky Warrior, es la undécima película basada sobre el anime Pokémon.
En este largometraje hicieron su debut las nuevas formas de los pokémon Giratina (Forma Original) y Shaymin (Forma Celestial) antes de su apariciòn en el juego Pokémon Platinum. Fue estrenada el 19 de julio de 2008 en cines japoneses. Nunca alcanzó el primer lugar en el ranking de taquillería, al ser ganada por la película Ponyo del acantilado, estrenada ese mismo día.

## Ambientación
Este largometraje fue ambientado en paisajes parecidos a Sognefjord y Bergen, en Noruega. El equipo de la película fue en estas zonas en el septiembre del 2007 para buscar los fondos. Según el Mundo Pokémon, se desarrolla en algún lugar cercano al Monte Corona, y acordando con la fecha de estreno y episodios del animé, entre la ruta de Ciudad Hearthome y Pueblo Caelestic.

## Argumento
Luego de los eventos en la anterior película, The Rise of Darkrai, tras el choque y pelea entre Dialga y Palkia, una masa de contanimación ha invadido el Mundo Inverso, hogar del legendario Giratina. Giratina está enfadado con Dialga y Palkia, ya que por su culpa su hogar está contaminado. En un lago, Dialga descansa y empieza a beber agua, cuando de repente una puerta a otra dimensión se abre y Giratina, transformado en su Forma Alterna (conocida en los juegos Pokémon Diamante y Perla), intenta capturarlo para cobrar venganza. Shaymin, el Pokémon Gratitud, casualmente estaba bebiendo agua en ese lago, y por error es traslasado al Mundo Inverso junto con Dialga.
La batalla entre los dos legendarios inicia así, con Shaymin como testigo. Pero dos hombres también observan la batalla: Mugen Graceland y Zero. Zero siempre ha intentado copiar las habilidades de Giratina, para entrar al Mundo Inverso y conquistarlo a su gusto, por eso él es el malvado de la película.
La batalla continúa, y Shaymin, al absorber la polución del Mundo Inverso, hace el ataque Seed Flare, que abre un portal para regresar al Mundo Real. Shaymin y Dialga logran escapar, pero Dialga pone al Mundo Inverso en un bucle temporal, evitando así que Giratina entre al Mundo Real.
Ash, Brock, y Dawn encuentran a Shaymin mientras estaban comiendo en un campo. Este absorbe algunos restos de humo de una barbacoa, haciendo que él haga un fogonazo una vez más. El grupo rápidamente se da cuenta de que Shaymin estaba herido y enfermo, y lo llevan al centro Pokémon más cercano. La enfermera Joy explica que la explosión es el resultado de la contaminación que se absorbe en las flores de Shaymin. Ash, Brock, y Dawn deciden llevar a Shaymin al campo de flores. El Equipo Rocket escucha la conversación y deciden robar a Shaymin para su jefe Giovanni. 
Fuera del Centro Pokémon, Giratina logra arrastrar a Ash, Brock, Dan, Shaymin, y al Equipo Rocket al Mundo Inverso a través de varias esculturas de reflexión. Giratina los ataca, y ellos son ayudados por Mugen, un hombre que está estudiando el Mundo Inverso. Mugen explica cómo el Mundo Alterno y el Mundo Real están interactuados entre sí; por lo cual, lo que ocurre en uno de ellos invariablemente afectará a los demás, por lo general en una manera perjudicial. A continuación, les lleva a todos a un portal donde pueden volver al Mundo Real, y explica que la contaminación en el Mundo Inverso fue causada por la pelea entre Dialga y Palkia (ocurrida en la película 10). Ash, Dawn, Brock, el Equipo Rocket y Shaymin logran escapar del Mundo Inverso. Después de la película se muestra un cortometraje de Dialga, Palkia, y Giratina preparándose para luchar unos contra otros.

## Personajes

### Humanos
Ash (サトシ Satoshi?)
 Seiyū: Rica Matsumoto
Dawn/Maya (ヒカリ Hikari?)
 Seiyū: Megumi Toyoguchi
Brock (タケシ Takeshi?)
 Seiyū: Yūji Ueda
Jessie (ムサシ Musashi?)
 Seiyū: Megumi Hayashibara
James (コジロウ Kojirō?)
 Seiyū: Shinichirō Miki
Zero (ゼロ?)
 Seiyū: Shidō Nakamura
Newton Graceland (ムゲン・グレイスランド Mugen Gureisurando?, Mugen Graceland)
 Seiyū: Kōichi Yamadera
Moose (ムース Mūsu?)
 Seiyū: Red Yoshida
Layla (レイラ Reira?)
 Seiyū: Akina Minami

### Pokémon
Pikachu (ピカチュウ?)
 Seiyū: Ikue Otani
Meowth (ニャース Nyarth?)
 Seiyū: Inuko Inuyama
Shaymin (シェイミ Sheimi?)
 Seiyū: Vanilla Yamazaki

## Reparto
| Personaje        | Actor de Voz (Japón) | Actor de Voz (España)                | Actor de Voz (México) |
| ---------------- | -------------------- | ------------------------------------ | --------------------- |
| Ash              | Rika Matsumoto       | Adolfo Moreno                        | Gabriel Ramos         |
| Jessie           | Megumi Hayashibara   | Amparo Valencia                      | Diana Pérez           |
| Brock            | Yūji Ueda            | Javier Balas                         | Alan Pietro           |
| Pikachu          | Ikue Ōtani           | Ikue Ōtani                           | Ikue Ōtani            |
| Dawn             | Megumi Toyomuchi     | Mar Bordallo                         | Leyla Rangel          |
| James            | Shin'ichirō Miki     | Iván Jara                            | José Antonio Macías   |
| Meowth           | Inuko Inuyama        | José Escobosa                        | Gerardo Vásquez       |
| Newton Graceland | Kōichi Yamadera      | Gabriel Jiménez                      | Renata Notni          |
| Zero             | Shidō Nakamura       | Pablo Sevilla                        | Julián Gil            |
| Layla            | Akina Minami         | Inés Blázquez                        | Cecilia Gabriela      |
| Moose            | Red Yoshida          | Juan Antonio García Sainz de la Maza | Fernando Colunga      |
| Infi             | Shōko Nakagawa       | María José Castro                    | Rossy Aguirre         |
| Enfermera Joy    | Kikuko Inoue         | Pilar Martín                         | Mildred Barrera       |
| Shaymin          | Vanilla Yamazaki     | Blanca Hualde (Neri)                 | Celeste Cid           |
| Regigigas        | Tomomichi Nishimura  | Ninguno                              | Rafael Inclán         |
| Narrador         | Unshō Ishizuka       | Eduardo del Hoyo                     | Jorge Salinas         |

## Recepción
Giratina and The Sky Warrior recibió críticas mixtas a positivas por parte de la audiencia y los fanes. En el sitio web Rotten Tomatoes la audiencia le dio una aprobación de 66%, basada en más de 1000 votos, con una calificación promedio de 3.9/5. En la página web IMDb tiene una calificación de 6.3 basada en más de 800 votos. En la página Anime News Network posee una puntuación aproximada de 7 (bueno), basada en más de 100 votos, mientras que en MyAnimeList tiene una calificación de 7.1, basada en más de 19 000 votos.